# Chaka Demus
Chaka Demus, nato John Taylor (West Kingston, 1965), è un musicista e disc jockey giamaicano.
È un musicista raggae, più noto per la serie di brani che ebbero un gran successo nelle classifiche negli anni novanta, sia in quelle della sua nativa Giamaica che in quelle mondiali. Egli è noto soprattutto per la canzone Twist and Shout, cover di una canzone degli Isley Brothers composta con la collaborazione di Jack Radics e Sly & Robbie (sotto il nome di Taxi Gang). Ha anche preso parte al famoso duo Chaka Demus & Pliers e fecero il loro primo album in Inghilterra con la nuova edizione di Tease Me e un successo reggae nel 1992 con Murder She Wrote. Il singolo Tease Me fu ideato nel 1993 (GB).

## Inizio carriera
Ha cominciato la sua carriera nella musica dopo aver preso parte del Sound System Scene (un gruppo di disc jockey, ingegneri e Mcs appartenenti al genere ska, rocksteady o reggae), lavorando per vari sistemi, come Jammy's and Supreme. Cominciò ad essere celebre sotto il nome di Nicodemus Jr. (tributo al deejay Nicodemus degli anni ottanta) ma col tempo iniziò a registrare e mutò il suo nome iniziale con il nome più formale, Chaka Demus.

## L'ascesa al successo
Debuttò con il singolo Increase Your Knowledge nel 1985, era praticamente sconosciuto e nessuna delle sue prime registrazioni ebbe successo, ma non molto più tardi furono un grande successo. Gli altri artisti lo riconobbero velocemente per le sue grandi potenzialità, specialmente Yellowman, il quale partecipò ad alcune canzoni, per esempio Everybody Loves Chaka, Scotty e Bring It To Me, e Admiral Bailey, che collaborò con lui in One Scotch, One Bourbon, One Beer. Dopo successi minori, si spostò con la casa discografica Penthouse Records dove registrò il singolo Chaka on the Move, ma tornò alla Jammy's l'anno seguente dove duettò con Shabba Ranks per l'album Rough & Rugged. Lo stesso anno rilanciò Everybody Loves Chaka, con la Scorpio, il quale fu seguito dall'album The Original Chaka on Witty nel 1989.

## Stato corrente
Nel 2007 Chaka Demus & Pliers si riunirono per registrare un brano chiamato Need Your Lovin, il quale fu inciso in vinile alla Explorer Records. Questa hit rimase nei primi posti delle classifiche jamaicane, e mostrava che il duo potesse essere benissimo portato avanti per produrre altri grandi brani ormai quasi fuori moda. Il brano non fu disponibile in Inghilterra al momento ma comparì nell'imminente Jestar compilation Reggae Hits vol. 37, il quale fu pubblicato nel settembre 2007. Esso fu una grande hit jamaicana durante il periodo dell'uscita di questa compilation. Il brano può essere ascoltato, accompagnato dal video, su YouTube.